# Slittino ai XXIV Giochi olimpici invernali - Gara a squadre
La gara a squadre di slittino dei XXIV Giochi olimpici invernali di Pechino si disputò nella giornata del 10 febbraio 2022 sul tracciato del National Sliding Centre, situato nella Contea di Yanqing, uno dei distretti della città di Pechino.
La squadra tedesca composta da Natalie Geisenberger, Johannes Ludwig, Tobias Wendl e Tobias Arlt conquistò la medaglia d'oro, mentre quelle d'argento e di bronzo andarono rispettivamente alla formazione austriaca di Madeleine Egle, Wolfgang Kindl, Thomas Steu e Lorenz Koller ed a quella lettone di Elīza Tīruma, Kristers Aparjods, Mārtiņš Bots e Roberts Plūme.

## Resoconto
A seguito di quanto previsto dal regolamento di qualificazione fu schierata una sola squadra per ogni comitato nazionale, a condizione che questo fosse rappresentato in tutte le altre specialità dello slittino presenti a questa edizione dei Giochi, e precisamente nel singolo uomini, nel singolo donne e nel doppio. Per fare ciò la FIL ebbe la possibilità di assegnare i posti contingentati in dette discipline e rimasti liberi primariamente al fine di rendere possibile la partecipazione del maggior numero di nazioni alla gara a squadre.
Oltre alle undici formazioni qualificate in base ai meriti tecnici, la federazione destinò tre dei posti di cui sopra a Corea del Sud, Rep. Ceca e Polonia, che riuscirono così a formare una squadra per competere in questa specialità, per un totale di 56 partecipanti in rappresentanza di 14 differenti nazioni. Presenti al via, tra le altre squadre, la compagine tedesca, campione olimpica uscente nella formazione composta da Natalie Geisenberger, Johannes Ludwig, Tobias Wendl e Tobias Arlt, e ripresentatasi con lo stesso schieramento di quattro anni prima, invece degli altri due team a podio nell'edizione di Pyeongchang 2018, nell'ordine quello canadese e quello austriaco furono presenti solo il duo composto da Tristan Walker e Justin Snith per i primi e Madeleine Egle per i secondi; la squadra austriaca formata dalla stessa Egle e da David Gleirscher, Thomas Steu e Lorenz Koller era la detentrice del titolo iridato vinto a Schönau am Königssee 2021. Le varie formazioni scesero in ordine inverso rispetto al ranking delle nazioni e furono costituite dai tre migliori classificati della loro delegazione nelle tre gare olimpiche del singolo uomini, del singolo donne e del doppio svoltesi nei giorni precedenti ad eccezione della squadra italiana che non poté schierare al via il terzo classificato nell’individuale maschile Dominik Fischnaller, poiché risultato positivo al COVID-19 in un test effettuato nei giorni antecedenti questa competizione e quindi -a causa dei protocolli previsti per il contenimento del virus- venne allontanato dal villaggio olimpico e costretto ad un periodo di quarantena estromettendolo suo malgrado dalla prova, che venne dunque sostituito da Leon Felderer.
La prima formazione a scendere sotto il record del tracciato, di oltre un secondo e sette decimi rispetto al precedente primato detenuto dall’Austria, fu quella canadese, poi giunta sesta nella classifica finale e successivamente scavalcata dalla compagine italiana, da quella russa, da quella lettone che ottenne la medaglia di bronzo con Elīza Tīruma, Kristers Aparjods, Mārtiņš Bots e Roberts Plūme, da quella austriaca che colse l’argento con Madeleine Egle, Wolfgang Kindl, Thomas Steu e Lorenz Koller, ed infine da quella tedesca vincitrice della competizione con Natalie Geisenberger, Johannes Ludwig, Tobias Wendl e Tobias Arlt. Dette ultime due squadre si giocarono la vittoria per soli 8 centesimi di secondo, equivalenti a circa 25 centimetri dopo un totale di quasi 4 chilometri e mezzo di percorso; dopo le prime due frazioni il team austriaco era in vantaggio su quello tedesco di oltre un decimo, ma un errore commesso dal doppio di Steu e Koller all’uscita della curva 13 consentì al duo formato da Wendl e Arlt di recuperare il distacco precedentemente accumulato e conquistare così la medaglia d’oro.
Questo fu il terzo successo ottenuto dalla Germania nella specialità nelle tre edizioni fin qui disputatesi; sia Natalie Geisenberger sia il doppio di Tobias Wendl e Tobias Arlt facevano parte della formazione vincente già nelle due precedenti occasioni e, grazie anche ai successi ottenuti nelle loro rispettive specialità, si innalzarono nella classifica dei plurimedagliati della storia dello slittino rispettivamente con sette, di cui sei d’oro e una di bronzo, e sei, tutte d’oro, sopravanzando l’italiano Armin Zöggeler, fermo anch’esso a quota sei medaglie -di cui due d’oro, una d’argento e tre di bronzo-, ma tutte ottenute nella stessa specialità individuale in sei edizioni consecutive dei Giochi olimpici.

## Risultati
| Pos. | Nazione       | Atleti                                                                       | 1ª frazione sing. d. | 2ª frazione sing. u. | 3ª frazione doppio | Totale   | Distacco |
| ---- | ------------- | ---------------------------------------------------------------------------- | -------------------- | -------------------- | ------------------ | -------- | -------- |
|      | Germania      | Natalie Geisenberger Johannes Ludwig Tobias Wendl / Tobias Arlt              | 1'00"090             | 1'01"407             | 1'01"909           | 3'03"406 |          |
|      | Austria       | Madeleine Egle Wolfgang Kindl Thomas Steu / Lorenz Koller                    | 1'00"054             | 1'01"342             | 1'02"090           | 3'03"486 | +0"080   |
|      | Lettonia      | Elīza Tīruma Kristers Aparjods Mārtiņš Bots / Roberts Plūme                  | 1'00"578             | 1'01"451             | 1'02"325           | 3'04"354 | +0"948   |
| 4    | ROC           | Tat'jana Ivanova Roman Repilov Aleksandr Denis'ev / Vladislav Antonov        | 1'00"147             | 1'01"757             | 1'02"763           | 3'04"667 | +1"261   |
| 5    | Italia        | Andrea Vötter Leon Felderer Emanuel Rieder / Simon Kainzwaldner              | 1'00"618             | 1'01"960             | 1'02"274           | 3'04"852 | +1"446   |
| 6    | Canada        | Trinity Ellis Reid Watts Tristan Walker / Justin Snith                       | 1'00"880             | 1'02"222             | 1'02"133           | 3'05"235 | +1"829   |
| 7    | Stati Uniti   | Ashley Farquharson Christopher Mazdzer Zachary DiGregorio / Sean Hollander   | 1'00"332             | 1'02"077             | 1'03"332           | 3'05"741 | +2"335   |
| 8    | Polonia       | Klaudia Domaradzka Mateusz Sochowicz Wojciech Chmielewski / Jakub Kowalewski | 1'01"448             | 1'02"727             | 1'02"961           | 3'07"136 | +3"730   |
| 9    | Romania       | Raluca Strămăturaru Valentin Crețu Vasile Gîtlan / Darius Şerban             | 1'01"402             | 1'02"743             | 1'03"547           | 3'07"692 | +4"286   |
| 10   | Rep. Ceca     | Anna Čežíková Michael Lejsek Filip Vejdělek / Zdeněk Pěkný                   | 1'01"852             | 1'03"545             | 1'04"159           | 3'09"556 | +6"150   |
| 11   | Ucraina       | Julianna Tunyc'ka Anton Dukač Ihor Stachiv / Andrij Lysec'kyj                | 1'01"123             | 1'04"244             | 1'04"237           | 3'09"604 | +6"198   |
| 12   | Cina          | Wang Peixuan Fan Duoyao Huang Yebo / Peng Junyue                             | 1'01"947             | 1'03"467             | 1'04"768           | 3'10"182 | +6"776   |
| 13   | Corea del Sud | Aileen Frisch Lim Nam-kyu Park Jin-yong / Cho Jung-myung                     | 1'02"682             | 1'05"265             | 1'03"291           | 3'11"238 | +7"832   |
| DNF  | Slovacchia    | Katarína Šimoňáková Jozef Ninis Tomáš Vaverčák / Matej Zmij                  | 1'01"579             | 1'02"338             | DNF                | –        | –        |

Data: giovedì 10 febbraio 2022

Ora locale: 21:30 (UTC+8)

Pista: National Sliding Centre

Lunghezza: 1 475 m.

Curve: 16 

Partenza: 1 000 m. s.l.m.

Arrivo: 896 m. s.l.m.

Dislivello: 104 m.

Legenda:
- DNS = non partiti (did not start)
- DNF = gara non completata (did not finish)
- DSQ = squalificati (disqualified)
- Pos. = posizione
- sing. d. = singolo donne
- sing. u. = singolo uomini